# Jan Białocerkiewicz
Jan Białocerkiewicz (ur. 24 grudnia 1945 w Chłopiatynie koło Zamościa, zm. 25 lutego 2008 w Toruniu) – polski prawnik, specjalista prawa międzynarodowego publicznego, profesor doktor habilitowany.

## Życiorys
W 1947 osiedlił się wraz z rodziną w województwie olsztyńskim. Uczęszczał do Liceum Ogólnokształcącego w Lidzbarku Warmińskim (ukończył w 1966). Następnie, po odbyciu służby wojskowej, w 1968 uzyskał dyplom Studium Nauczycielskiego w Olsztynie i przez dwa lata pracował jako nauczyciel Liceum Ogólnokształcącego w Lubawie. W 1974 ukończył prawo na UMK, doktorat uzyskał w roku 1978 na podstawie rozprawy Międzynarodowe ujednolicenie prawa pracy w ramach Międzynarodowej Organizacji Pracy; promotorem był, podobnie jak przy dyplomie magisterskim, Janusz Gilas. W 1982 jako stypendysta rządu francuskiego odbył uzupełniające studia na Uniwersytecie Paryskim. Habilitację uzyskał w roku 1999 po przedstawieniu pracy Status prawny cudzoziemca w świetle standardów międzynarodowych; wcześniejszy przewód habilitacyjny, przeprowadzony na Uniwersytecie Toruńskim w 1987, nie został zatwierdzony przez Centralną Komisję Kwalifikacyjną dla Pracowników Nauki. 
Od 1974 pracował na Wydziale Prawa i Administracji UMK, specjalizując się w prawie międzynarodowym, w tym w zagadnieniach organizacji międzynarodowych, międzynarodowego prawa gospodarczego, prawa dyplomatycznego, zajmował się również ochroną prawną zwierząt. Od 1999 był także adiunktem, a od 2001 profesorem Wydziału Prawa i Administracji Uniwersytetu Warmińsko-Mazurskiego w Olsztynie, gdzie kierował Zakładem Prawa Międzynarodowego Publicznego. Wykładał ponadto na Wydziale Administracji Elbląskiej Uczelni Humanistyczno-Ekonomicznej. Ukończył aplikację sędziowską i radcowską. Zmarł 25 lutego 2008 po ciężkiej chorobie w wieku 63 lat. Jan Białocerkiewicz na krótko przed śmiercią został mianowany przez Prezydenta RP Lecha Kaczyńskiego profesorem nauk prawnych, 24 czerwca 2008 w Pałacu Prezydenckim akt nominacyjny zmarłego profesora odebrała jego żona.
Otrzymał indywidualną nagrodę III stopnia Ministra Nauki Szkolnictwa i Techniki (1982), nagrody Rektora (w tym dwie pierwszego stopnia), Brązowy Krzyż Zasługi oraz Złoty Medal 40-lecia Stowarzyszenia Przyjaciół ONZ.
Pochowany na cmentarzu parafialnym przy ul. Owsianej w Toruniu.